# Lancha de desembarco aerodeslizante

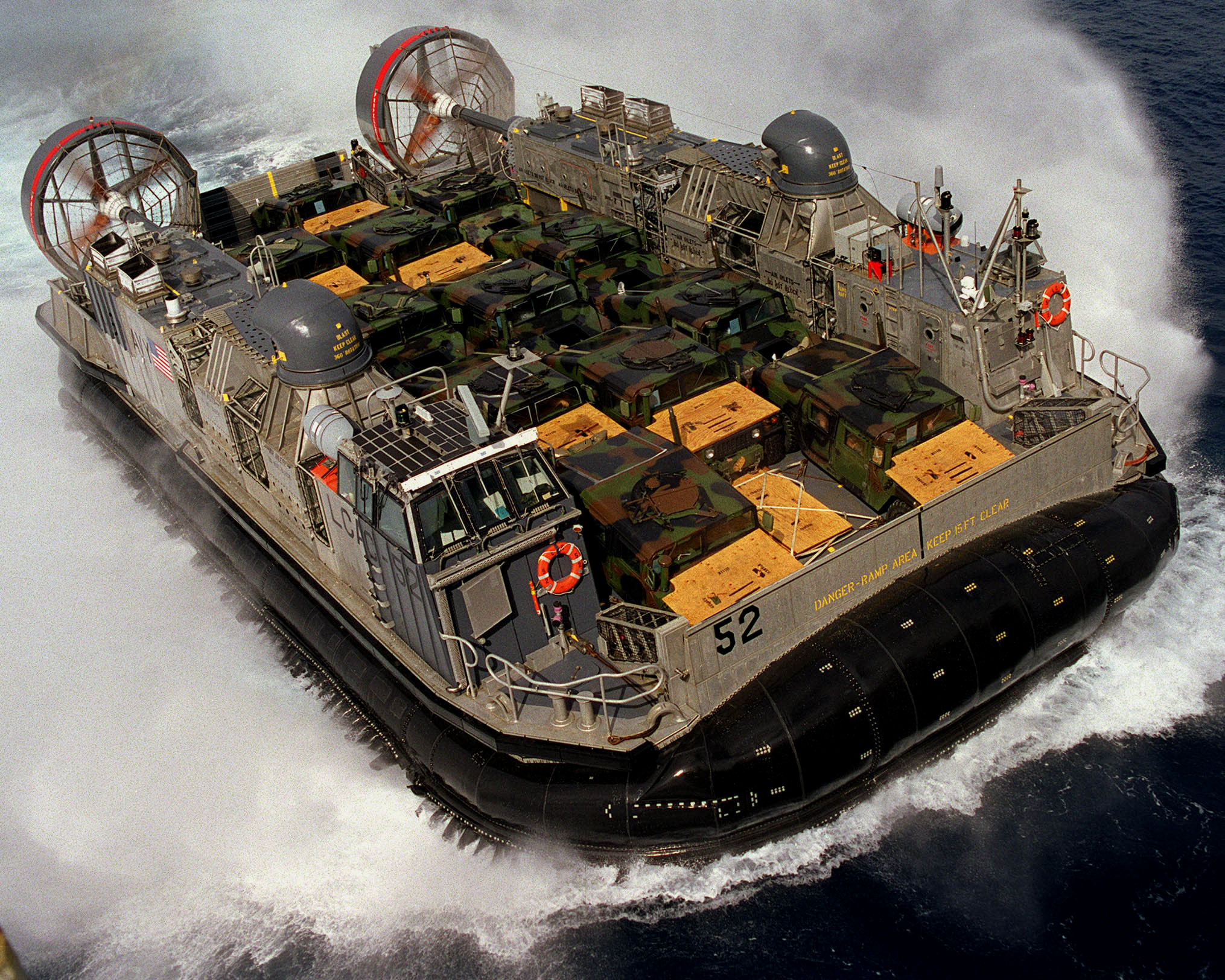
Un LCAC de la Armada de EE. UU.

LCAC (sigla en inglés: landing craft air-cushioned; en español: lancha de desembarco aerodeslizante) es un vehículo anfibio.
Los aerodeslizadores no son barcos, ni lanchas,  no son embarcaciones. No tienen casco como las embarcaciones y no flotan.  
Son naves que se mueven sobre un colchón de aire. Unos ventiladores envían el aire hacia abajo, dirigido por los faldones de goma y haciéndolo flotar a varios centímetros sobre el suelo. Esto le permite flotar y moverse sobre arena de playa, un desierto, una carretera, zonas pantanosas o el mar. 
Estas naves o vehículos son un aerodeslizador multipropósito de tamaño pequeño a medio, también se le conoce como un  vehículo "sobre la playa" (en inglés: craft over the beach, OTB) por su parecido con Hovercraft. Este tipo de vehículos permiten que las tropas y materiales puedan tener acceso a más del 70 por ciento de la línea costera del mundo, mientras que las embarcaciones de desembarco tradicionales solo pueden acceder al 15 por ciento de dicha línea costera.
Las barreras típicas para las lanchas de desembarco convencionales son las arenas y playas blandas, marismas, tierras pantanosas y superficies blandas en general. La tecnología del colchón de aire ha aumentado drásticamente las capacidades de movililidad y desembarco, proporcionando mayor velocidad y flexibilidad cuando se les compara con las embarcaciones de desembarco tradicionales.
Al igual  que las LCM barcazas de desembarco de vehículos, usualmente estas están equipadas con ametralladoras, aunque también pueden estar equipadas con lanzagranadas y armas pesadas.
Para informarse de los buques de asalto anfibios que están operativos, en construcción, hundidos o retirados ir al Anexo:Buques de asalto anfibio por países.

## Tipos

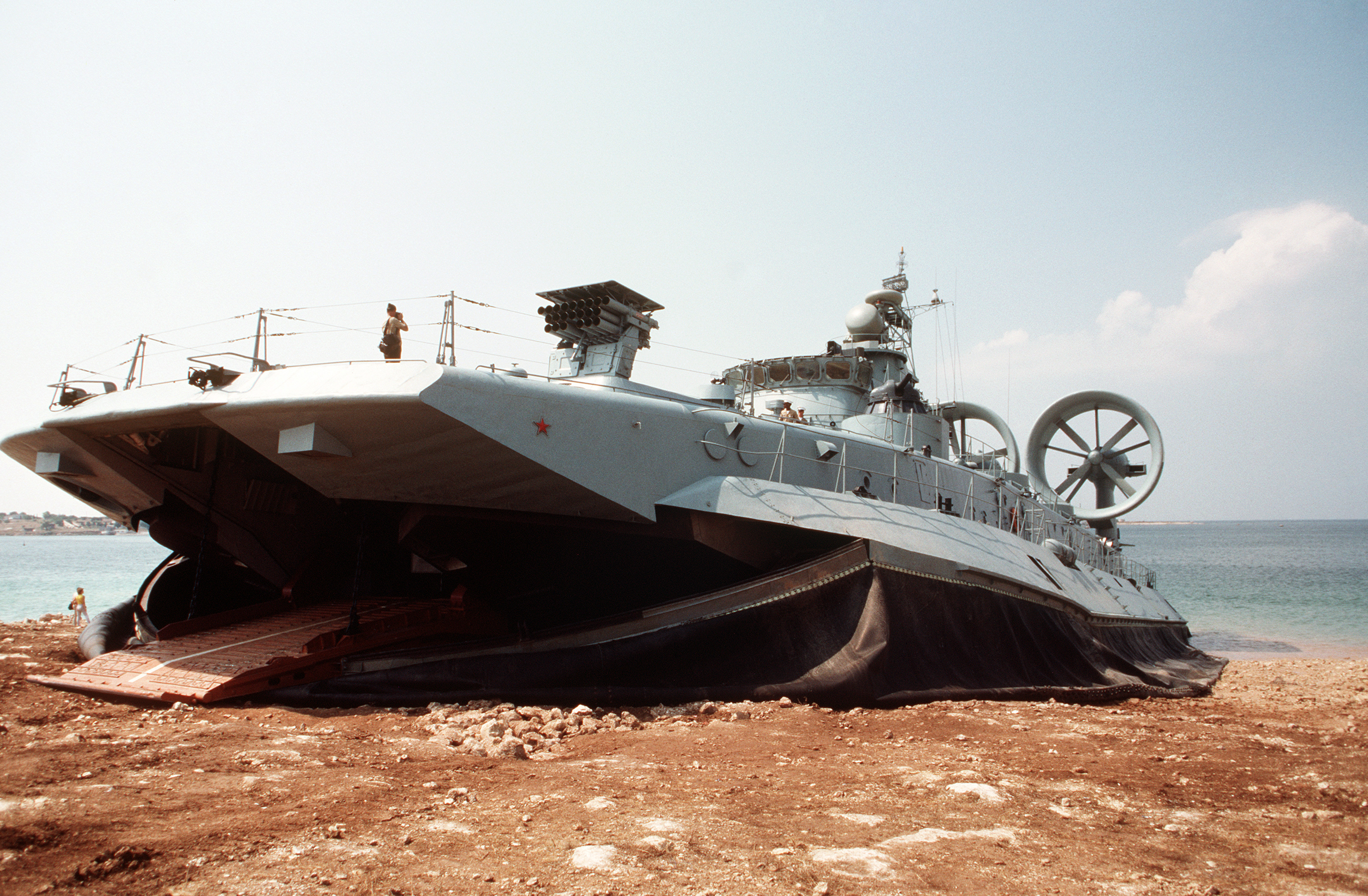
Una LCAC de la clase Zubr.

- Clase Aist (aerodeslizador soviético capaz de transportar tanques)
- LCAC(L)
- LCAC Tipo 726 clase Yuyi
- LCAC clase Jingsah II
- LCAC clase Zubr